# Вадденс
Вадденс (нем. Waddens) — муниципальный район в Германии, земля Нижняя Саксония, район Везермарш, община Бутъядинген на одноимённом полуострове.

## История
Исторически сложилось так, что Вадденс - одно из старейших поселений Бутъядингена. Однако это относится только к «старому» Вадденсу, примерно в четырёх километрах к востоку, который был обнесён дамбой в конце XVII века после Первого наводнения Святой Катарины, и был окончательно заброшен после Рождественского наводнения 1717 года (146 погибших, 46 разрушенных домов). Там, где располагались фермерские поселения Брюддеварден и Кляйн-Экварден (и до сих пор называются так на некоторых картах вместо топонима «Вадденс»), был основан «новый» Вадденс после строительства церкви Святого Марцеллина и Петрускирхе в 1696 году.
В 1933 году Вадденс был включен в состав тогдашнего прихода Бурхафе. В 1936 году он был переименован в Бутъядинген. Однако, когда этот приход был распущен в 1948 году, Вадденс не восстановил свою независимость. С 1 марта 1974 года он принадлежит новой общине Бутъядинген.
В 2007 году приход Вадденс был присоединён к приходу Бурхафе.

## Экономика
Около 400 жителей Вадденса живут в основном за счёт сельского хозяйства. До 1970-х годов небольшая гавань в Вадденсе всё ещё использовалась рыбацкими лодками; на сегодняшний день гавань заилена. В отличие от других мест, Вадденс редко посещают туристы.

## Культура
В населённом пункте необычно много клубов и спортивных площадок, в том числе клубы гимнастики и настольного тенниса.

## Транспорт
Паромное сообщение работает через Везер из Норденхама в Бремерхафен, а в летние месяцы — через Ядебузен из Эквардерхёрне в Вильгельмсхафен. Из Норденхама есть железнодорожное сообщение с Бременом. Дорожная сеть соединена с автомагистралью A27 через туннель Везертоннель к югу от Норденхама. До автомагистрали A29 можно добраться через Фарель и Ядерберг.